# Trouwmuziek
Trouwmuziek (Hääsoitto) is een compositie van Kalevi Aho.
Hij schreef de muziek voor pijporgel solo in 1999 voor de trouwceremonie van Tuuli Kinsberg op 4 maart 2000 in Lahti. Tuuli is dochter van de toenmalige directeur van het Symfonieorkest van Lahti, dat veel van Aho’s werken heeft uitgevoerd en opgenomen. Hij schreef het in een behoudende tonale stijl om zoals hij het zelf omschreef, "de aandacht niet al te veel af te leiden van bruid en bruidegom".
Aho schreef eerder al twee trouwmarsen. Zijn eerste Trouwmars I (Häämarssi I) uit 1973 kreeg destijds niet de uitvoering die het verdiende. Zij kreeg haar première tegelijk met zijn tweede trouwmars (Häämarssi II) uit 1976. Zij werden beide uitgevoerd tijdens de huwelijksceremonie van Kalevi’s zuster journaliste Kaija Kalevi in de kerk van Forssa. Ook deze marsen zijn tonaal.